# Пізь
Пізь (рос. Пизь) — річка в Пермському краї (Осінський, Чайковський та Куєдинський райони), Башкортостані (Янаульський район) та Удмуртії (Камбарський район), Росія, права притока річки Буй.
Річка починається в Осінському районі поблизу села Шубино. Протікає спочатку на північний захід та захід. Після впадання притоки Мала Пізь різко повертає на південь, а після притоки Велика Уса плавно повертає на південний захід. Впадає до річки Буй за 20 км від її гирла. В середній течії є кордоном між Чайковським та Куєдинським районами Пермського краю, потім переходить в кордон між Янаульським районом Башкортостану та Чайковським районом. Після притоки Поша, Пізь тече по кордону Башкортостану та Удмуртії.
Довжина річки 151 км, площа водозбору 2 210 км². В басейні знаходиться 6 озер. На всьому протязі річка рівнинна, сильно звивиста, зустрічаються прижими, нависання дерев. Береги обривисті, ґрунти глинисті, є заболочені ділянки. Берегові ліси змішані з переважанням листяних порід. Льодостав спостерігається з початку листопада до кінця квітня або початку травня. Найбільші паводки — у другій декаді травня.
Річка неширока — від 10-12 м у верхній течії до 20-25 у нижній. Глибина сягає від 0,5-0,6 м у верхів'ях, 1,2-1,3 м у середній течії та до 1,2-2,5 м у низов'ях. Дно в основному вкрите водоростями, є невеликі ділянки піщаного. Має декілька дрібних приток, найбільші:
- праві — Мічура, Верхня Лугова, Талиця, Мала Пізь, Мартьяновка, Грязнуха, Соснова, Буренка, Мала Буренка, Поша
- ліві — Казекта, Велика Уса

Хоча річку і має значну довжину, на ній розташовано всього два села — Нижня Гарь та Буренка.